# Maraton (album)
Maraton – dziewiętnasty album polskiej grupy muzycznej Lady Pank.
Album pojawił się w sprzedaży 20 czerwca 2011 roku. W przeciwieństwie do poprzedniego studyjnego albumu grupy zatytułowanego Strach się bać, który został wydany w 2007 roku, prawie wszystkie teksty zostały napisane przez Janusza Panasewicza (dwa za nich są autorstwa Andrzeja Mogielnickiego). Opisują one życie codzienne, a znaczna część z nich dotyczy miłości (poprzedni album omawiał problemy społeczeństwa). 
Pierwszym singlem pochodzącym z tej płyty był utwór „Dziewczyny dzisiaj z byle kim nie tańczą”, który znalazł się w stacjach radiowych 10 lutego 2011 roku. Do tego utworu powstał animowany teledysk w reżyserii Darii Kopiec, która napisała również scenariusz całego wideoklipu. Najpopularniejszym utworem z płyty okazał się trzeci singiel promujący "Mój świat bez Ciebie", którego teledysk zyskał ponad 18 milionów wyświetleń w serwisie internetowym YouTube.
Maraton uzyskał status złotej płyty.

## Lista utworów
| Maraton | Maraton                                                                             | Maraton |
| Nr      | Tytuł utworu                                                                        | Długość |
| ------- | ----------------------------------------------------------------------------------- | ------- |
| 1.      | „Dziewczyny dzisiaj z byle kim nie tańczą” (muz. J. Borysewicz; sł. A. Mogielnicki) | 3:18    |
| 2.      | „Utracona miłość w nas” (muz. J. Borysewicz; sł. J. Panasewicz)                     | 3:47    |
| 3.      | „Mój świat bez ciebie” (muz. J. Borysewicz; sł. J. Panasewicz)                      | 3:43    |
| 4.      | „Zwykła prowokacja” (muz. J. Borysewicz; sł. J. Panasewicz)                         | 3:25    |
| 5.      | „Z dachu” (muz. J. Borysewicz; sł. J. Panasewicz)                                   | 3:57    |
| 6.      | „Swojski chaos” (muz. J. Borysewicz; sł. J. Panasewicz)                             | 3:27    |
| 7.      | „Miłość to jest wszystko” (muz. J. Borysewicz; sł. A. Mogielnicki)                  | 3:53    |
| 8.      | „Nie mamy nic do stracenia” (muz. J. Borysewicz; sł. J. Panasewicz)                 | 3:22    |
| 9.      | „Freedom time” (muz. J. Borysewicz; sł. J. Panasewicz)                              | 4:22    |
| 10.     | „Życie jak maraton” (muz. J. Borysewicz; sł. J. Panasewicz)                         | 3:51    |
|         |                                                                                     | 37:05   |

## Muzycy
- Jan Borysewicz – gitara solowa
- Janusz Panasewicz – śpiew
- Kuba Jabłoński – perkusja
- Krzysztof Kieliszkiewicz – gitara basowa

gościnnie
- Rafał Paczkowski – produkcja, instrumenty klawiszowe, programowanie
- Chris Aiken – instrumenty perkusyjne
- Mariusz Pieczara – chórki (1)

## Sprzedaż
| Lista | Kraj   | Pozycja |
| ----- | ------ | ------- |
| OLiS  | Polska | 1       |